# رندی ماتسون
رندی ماتسون (انگلیسی: Randy Matson؛ زادهٔ ۵ مارس ۱۹۴۵) پرتاب‌گر وزنه اهل ایالات متحده آمریکا بود.
وی در مسابقات کشوری و بین‌المللی در مجموع برندهٔ ۲ مدال طلا، ۱ مدال نقره شده‌است.